# Joseph Franz Anton von Auersperg
Joseph Franz Anton von Auersperg (Viena, 31 de janeiro de 1734 - Passau, 21 de agosto de 1795) foi um cardeal austríaco da Igreja Católica, bispo de Passau.

## Biografia
Era o segundo dos dez filhos do príncipe Heinrich Josef Johann von Auersperg, duque de Münsterberg e Frankenstein, e de sua segunda esposa, Maria Antonia Franziska Trautson, condessa de Falkenstein. O pai ocupava o cargo de conselheiro privado real e coronel mestre do estábulo.
Estudou filosofia em Viena e teologia em Roma. Foi cônego do capítulo da catedral de Passau em 1752 e de Salzburgo, em 1753. Foi reitor de Ardagger, Baixa Áustria, em 1757.
Em 31 de janeiro de 1762 foi nomeado bispo de Lavant pelo arcebispo Siegmund Christoph von Schrattenbach de Salzburgo, sendo confirmado pelo Papa Clemente XIII em 8 de maio de 1763. Recebeu a ordenação episcopal em 22 de maio de 1763, na Catedral de Salzburgo pelo arcebispo von Schrattenbach de Salzburgo, coadjuvado por Franz Karl Eusebius von Waldburg-Friedberg und Trauchburg, bispo de Chiemsee e por Vigilius Augustin Maria von Firmian, bispo emérito de Lavant. Ele também foi vigário-geral para Salzburgo, Alta e Baixa Caríntia, entre 1763 e 1773. Já em 4 de janeiro de 1764, ele tentou renunciar à sua diocese, mas o arcebispo Schrattenbach não o permitiu. Quando um terremoto danificou a igreja de St. Andrä Lavanttal, ele a reparou com seus próprios recursos. Enraizado no Iluminismo, o bispo Auersperg promoveu a educação e freou as tradições barrocas populares, sem levar em conta os sentimentos do povo; em 1770 chegou a proibir a Peça da Paixão e o uso de cruzes. Após a morte do arcebispo Schrattenbach em 1771, ele tentou sem sucesso ser eleito arcebispo de Salzburgo, mas Hieronymus Joseph Franz de Paula von Colloredo, bispo de Gurk, era o candidato preferido.
O novo arcebispo o nomeou como bispo de Gurk em 18 de outubro de 1772 e foi confirmado pelo Papa Clemente XIV em 31 de janeiro de 1773. Ele foi entronizado na catedral de Gurk no dia 1 de maio seguinte. Em Gurk, o bispo Colloredo havia preparado o terreno, de modo que o bispo Auersperg pode cumprir seus deveres de acordo com os princípios do Iluminismo. O imperador José II da Áustria, que tinha grande estima pelo bispo Auersperg e queria que ele fosse transferido para a diocese de Gurk, encorajou-o a implantar o Josefismo como um modelo de reforma da igreja, e suas instruções para o clero serviram à autoridade do imperador sobre a igreja mais tarde. No campo da renovação litúrgica, tinha ideias muito modernas, queria que toda a liturgia fosse celebrada na língua nacional e para as celebrações de domingos e feriados, ordenou que a Bíblia fosse lida. Ele também manteve boas relações com o Capítulo da Catedral. Ele publicou uma carta pastoral sobre o Édito Imperial de Tolerância de 1782, que, entre outras coisas, estendeu a liberdade religiosa à população judaica no Império Austríaco. Sua proposta de elevar a diocese de Gurk a arquidiocese não foi aceita. Por ocasião da primeira visita papal do Papa Pio VI à Áustria, o bispo Auersperg viajou a Liubliana e recebeu o Papa em 16 de março de 1782 em sua viagem a Viena.
Ele foi postulado príncipe-bispo de Passau pelo capítulo da catedral em 19 de maio de 1784 e confirmado pelo Papa em 25 de junho de 1784; nesse mesmo dia recebeu o pálio. Os cônegos esperavam, quando elegeram o novo bispo, que, devido ao apoio do prelado ao Josefismo, ele fosse capaz de dissuadir o imperador José II de tirar dois terços da diocese para formar as duas dioceses de Linz e Sankt Pölten, mas o bispo Auersperg não teve sucesso. Ele conduziu nos anos seguintes alcançando reformas no espírito do Josefismo. Combateu várias formas de piedade popular, feito em visitações e retirado imagens contestadas de santos, além de proibir o toque de sinos pelas condições climáticas e a pregação contra os protestantes. Apoiava os pobres e os doentes e, ao mesmo tempo, fazia da mendicância uma ofensa punível. O teatro e a ópera, que ele entendia como instituições educacionais, viveram um apogeu em seu episcopado. Ele construiu escolas, hospitais, edifícios administrativos, estradas e pontes e, particularmente, o Innpromenade em Passau. Para si mesmo, ele mandou o arquiteto da corte e amigo de toda a vida, Johann Georg von Hagenauer Freudenhain, construir um castelo como residência de verão, que incluía um grande parque com uma vila artificial, Holländerdörferl, no meio.
Foi criado cardeal-presbítero no Consistório de 30 de março de 1789. O Papa Pio VI enviou-lhe o barrete vermelho com um breve apostólico datado de 3 de abril de 1789, mas ele nunca foi a Roma para receber o título.
Morreu em 21 de agosto de 1795, inesperadamente, em Holländerdörferl, em Passau.